# 梁克貞
梁克貞（？—？），五代十国时南漢官员。
梁克貞有用兵谋略，最初交州的曲承美接受後梁的節鉞，高祖劉龑稱帝時曲承美曾斥責劉龑為僭偽，並對抗南漢政權。劉龑很不滿意，大有三年（930年），劉龑派遣將他和李守鄘攻打交趾，擒拿曲承美；又命人出使占城，得知該地出產水兕、山羊、犀角和孔雀等寶物。梁克貞奉命出海到占城，以兵威威脅占城獻上寶物，令海外懾服。
梁克貞留守在交趾，後來在大有十年（937年），交州節度使楊廷藝被牙將矯公羨所殺，部下吳權次年就出兵攻打矯公羨。矯公羨遣使向南漢求救。劉龑以萬王劉弘操統兵去救皎公羨，梁克貞出任先頭部隊，但戰敗而歸，刘弘操阵亡。此後史書再無梁克貞的記載。